# Lejówki
Lejówki – dwie niewielkie polanki w Dolinie Lejowej w polskich Tatrach Zachodnich. Położone są na wysokości 1020–1060 m n.p.m., powyżej polany Huty Lejowe, u podnóży Zadniej Kopki, nad prawym brzegiem Lejowego Potoku. Dawniej wchodziły w skład Hali Lejowej. Po utworzeniu parku narodowego zniesiono na nich wypas, po 1982 przywrócono ponownie jako tzw. wypas kulturowy. Polanki jednak zdążyły już niemal całkowicie zarosnąć lasem.
Nazwa polan pochodzi od nazwiska Leja.

## Szlaki turystyczne
z polany Biały Potok przez Dolinę Lejową na Niżnią Polanę Kominiarską. Czas przejścia: 1:10 h, ↓ 55 min.